# Ggplot2
ggplot2는 통계 프로그래밍 언어 R의 오픈 소스 데이터 시각화 패키지이다. 2005년 해들리 위켐이 개발한 ggplot2는 Leland Wilkinson의 그래픽스의 문법(Grammar of Graphics) 구현체이다. 그래픽스의 문법은 그래프들을 스케일과 레이어 등 시맨틱 요소로 나누는 데이터 시각화의 일반적인 스킴이다. ggplot2는 R의 베이스 그래픽스를 대체하는 역할을 할 수 있다. 2005년부터 ggplot2는 가장 대중적인 R 패키지들 중 하나가 될 만큼 성장했다.